# Leucania pseudoformosana
Leucania pseudoformosana är en fjärilsart som beskrevs av Robinson 1975. Leucania pseudoformosana ingår i släktet Leucania och familjen nattflyn. Inga underarter finns listade i Catalogue of Life.